# 인창수
인창수(1972년 11월 23일 ~ )은 대한민국과 아르헨티나 이중 국적을 보유한 축구 지도자로 다른 이름으로는 디에고(Diego)를 사용하며 현재 전남 드래곤즈의 수석 코치로 재직 중이다.

## 생애
초등학생 때였던 1985년 가족과 함께 아르헨티나로 이민을 떠난 뒤 아르헨티나 국적을 취득했고 이듬해 멕시코에서 열린 1986년 FIFA 월드컵에서 아르헨티나의 우승을 지켜보면서 축구와 인연을 맺기 시작했다.
선수 은퇴 이후 지도자 교육을 받기 시작했고 아르헨티나 축구 협회 프로페셔널 감독 라이센스를 취득하여 현재까지도 대한민국에서 지도자로 활동하고 있다.

## 선수 경력

### 이랜드 푸마
1994년 한국에 들어온 인창수는 대한민국 실업 축구단 이랜드 푸마에 입단했다. 1년 반동안 구단의 포워드로 활약했으며, 같은 시기 박건하와 공격진 짝을 이루어 활동했다. 짧은 선수 생활을 뒤로 하고 인창수는 다시 아르헨티나로 떠났다.

## 지도자 경력

### 안산 할렐루야
한국 실업축구 내셔널리그의 안산 할렐루야에서 코치 생활을 하던 중, 2007년 12월 할렐루야 구단 2대 감독 나병수 감독이 물러난 이후 감독 대행으로써 구단의 지휘봉을 잡게 되었다. 2008년 1월에 대행으로 부임하여 내셔널리그의 한 시즌을 성공적으로 소화했다.

### 포천 시민축구단
2013년 한국 아마추어 축구 챌린저스리그의 포천 시민축구단의 지휘봉을 잡았다. 당시 포천에는 코칭스태프가 인창수 감독 단 한 명 뿐이었다. 당시 구단에는 심영성, 안성남, 김준태, 강준우 등 K리그 프로 출신 선수들이 공익 근무를 위해 뛰고 있었다. 인창수 감독은 포천에서 3년간 지휘봉을 잡았으며, 75경기 63승 10무 2패를 기록하였다. 포천은 인창수 감독 아래 지낸 3년간 모두 압도적인 1위를 유지하고 정규리그에서 우승했다. 챌린저스리그 종합우승은 2회를 기록했다. 또한 2014년 FA컵 32강에서 대전 시티즌을 만나 2-1로 꺾는 이변을 연출했다.

### 서울 이랜드 FC
2015년 12월 23일 서울 이랜드 FC는 인창수를 1군 코치로 선임했다. 2016년 6월 서울 이랜드 초대 감독 마틴 레니가 성적 부진을 책임지고 물러났다. 구단은 인창수 코치를 감독 대행직에 낙점했다. 6월 19일 FC 안양전과 6월 25일 부산 아이파크전을 책임졌다. FC 안양전에서 첫 프로무대 지휘봉을 잡았던 그는 기존의 4 - 2 - 3 - 1 포메이션을 유지하며 큰 변화를 꾀하지는 않았다. 그의 첫 경기는 0:0 무승부로 끝났다. 부산 아이파크와의 경기에선 후반 43분 이규로의 헤딩골로 극적인 승리를 거두었다. 이후 6월 29일 강원 FC전부터 박건하 신임 감독이 감독직을 맡으며 다시 코치직에 복귀하였다. 박건하와는 실업 축구 선수시절 맺은 인연으로 반가움을 표시했다. 2017년 9월 인창수는 구단 페이스북 페이지에 미국으로 이민을 떠난다는 짧은 인사말을 건네고 팀과 작별하였다.
그러나 2017년 12월 5일 김병수의 후임으로 인창수가 선임되었음이 발표되었다.
K리그2 2018시즌에서 서울 이랜드는 최하위를 기록했다. 2018년 12월 감독직 계약기간이 종료되었고 이랜드 구단은 재계약을 맺지 않아 인창수는 감독에서 물러났다.
그 후, 2020 시즌을 앞두고 서울 이랜드의 수석코치로 부임하여 2년 만에 서울 이랜드로 복귀하였다.

## 수상 내역

### 감독
안산 할렐루야 축구단
- 내셔널축구선수권대회 준우승: 2008
- 태국 퀸스컵 우승: 2009

포천 시민축구단
- 우승 2회: 2013, 2015
- 준우승 1회: 2014